# Wolfgang Brumm
Wolfgang Brumm (* 1948 in Dresden) ist ein deutscher Schauspieler.

## Leben
Über das Leben des 1948 in Dresden geborenen Wolfgang Brumm sind nur lückenhafte Informationen vorhanden. Von 1968 bis 1971 besuchte er die Staatliche Schauspielschule Berlin. Anschließend hatte er Engagements in Berlin, Neustrelitz, Nordhausen und Basel. In einigen Produktionen der DDR-Filmgesellschaft DEFA sowie dem Fernsehen der DDR stand er vor der Kamera.

## Filmografie
- 1981: Adel im Untergang (Fernsehfilm, 2 Teile)
- 1982: Dein unbekannter Bruder
- 1982: Polizeiruf 110: Der Rettungsschwimmer (Fernsehreihe)

## Theater
- 1973: Brüder Grimm: Sechse kommen durch die ganze Welt – Regie: Mirjana Erceg (Theater der Freundschaft)
- 1978: Werner Heiduczek: Mark Aurel oder Ein Semester Zärtlichkeit – Regie: Christian Bleyhoeffer (Friedrich-Wolf-Theater Neustrelitz)
- 1978: Alexander Ostrowski: Wie man Karriere macht oder Klugsein schützt vor Torheit nicht – Regie: Tytti Oittinen (Friedrich-Wolf-Theater Neustrelitz)
- 1979: Christoph Hein nach Friedrich Wolf: John D. erobert die Welt (Nummerngirl) – Regie: Christian Bleyhoeffer (Friedrich-Wolf-Theater Neustrelitz)
- 1987: Peter Hacks: Maries Baby (Schäfer Edelpöck) – Regie: Andreas Neu (Bühnen der Stadt Nordhausen)
- 1992: William Shakespeare: Hamlet – Regie: David Gravenhorst (Stadttheater Nordhausen)
- 1996: Euripides: Herakliden – Regie: Hans-Dieter Jendreyko (Theater Basel, Schweiz)
- 1998: Dea Loher: Tätowierung – Regie :Inga Helfrich (Theater Basel, Schweiz)
- 1998: William Shakespeare: Troilus und Cressida (Menelaos) – Regie: Stefan Bachmann (Theater Basel bei den Salzburger Festspielen)
- 1999: Henrik Ibsen: Volksfeind – Regie: Lars-Ole Walburg (Theater Basel, Schweiz)
- 2000: Albert Camus: Caligula – Regie: Michael Thalheimer (Theater Basel, Schweiz)
- 2000: Jean-Paul Sartre: Die schmutzigen Hände – Regie: Nicolas Stemann (Theater Basel, Schweiz)
- 2001: Patrick Schrag: Ein Bettgeflüster – Regie: Robert Lehniger (Theater Basel, Schweiz)
- 2002: Tony Kushner: Homebody/Kabul – Regie: Rafael Sanches (Theater Basel, Schweiz)
- 2004: Jon Fosse: Die Nacht singt ihre Lieder – Regie: Alexander Nerlich (Theater Basel, Schweiz)
- 2004: Christopher Marlowe: Edward II. (Gurney) – Regie: Sebastian Nübling (Theater Basel bei den Salzburger Festspielen)
- 2005: Bertolt Brecht/Kurt Weill: Die Dreigroschenoper – Regie: Lars-Ole Walburg (Theater Basel, Schweiz)
- 2005: Tennessee Williams: Die Katze auf dem heißen Blechdach – Regie: Tom Schneider (Theater Basel, Schweiz)
- 2005: Heinrich von Kleist: Das Käthchen von Heilbronn – Regie: Rafael Sanches (Theater Basel, Schweiz)